# Émilie Hantz
Émilie Hantz est une actrice française née le 4 août 1985 à Audincourt.

## Biographie
Émilie Hantz est originaire du pays de Montbéliard, elle est formée auprès de Jacques Livchine metteur au scène et dramaturge (directeur du Théâtre de l'Unité), qui lui donne envie devenir actrice par la suite.
Après avoir eu son baccalauréat, elle quitte sa région natale pour s’installer à Paris et commence une formation théâtrale au Cours Simon puis au Cours Florent.
Émilie Hantz rejoint l’atelier Clandestin au Cent Quatre dirigé par Robert Cantarella.
Sa carrière débute dans la série à succès de France 3, Plus belle la vie, dans laquelle elle incarne le personnage de Sandra Gilbert. S'enchainent plusieurs séries françaises pour le groupe TF1 et France Télévisions.

## Filmographie

### Télévision
- 2009 : Section de recherches : Nora
- 2010 : Plus belle la vie : Sandra Gisbert
- 2013 : Scènes de ménages
- 2013 : Joséphine, ange gardien : Elisa[4]
- 2013 : Commissaire Magellan : Morgane
- 2014 : Le juge est une femme : Katia
- 2014 : Profilage
- 2015 : Flic tout simplement : Julie Descamps
- 2015 : Nos chers voisins : Caroline
- 2015 : Mongeville : Claire Lesparre
- 2017 : Camping Paradis : Léa
- 2018 : Une famille formidable : Violette[5]
- 2018 : Un bébé pour Noël : Anna[6],[7]
- 2022 : Demain nous appartient : Delphine Laborde / Claire / Johanna / Flavie / Célia / Linda
- 2024 : Le Daron : Éloïse Poncet

### Cinéma

#### Longs métrages
- 2011 : Poupoupidou : Fille discothèque #1
- 2012 : Parlez-moi de vous : Auditrice Lucie
- 2013 : La Confrérie des larmes  (non créditée)

#### Courts métrages
- 2013 : La voix de Kate Moss
- 2017 : AdulterEve.com[8]
- 2019 : Solange

## Théâtre
- 2008 Macbeth - mise en scène de David Schulzman
- 2009 La Tempête - mise en scène de Robert Cantarella
- 2009 Les héros sont fatigués mise en scène de François Ha Van